# Girst
Pour l’article homonyme, voir Thomas Girst.
Girst (luxembourgeois: Giischt) est une section de la commune luxembourgeoise de Rosport-Mompach située dans le canton d'Echternach.